# Viàzemski
Viàzemski (en rus Вяземский) és una ciutat del krai de Khabàrovsk, a l'Extrem Orient de Rússia. Es troba a 130 km al sud-oest e Khabàrovsk, prop del riu Ussuri i de la frontera xinesa.

## Història
Viàzemski fou fundada el 1894 al voltant d'una estació de tren. Aconseguí l'estatus de ciutat el 1951.

## Demografia
| 1915 | 1939   | 1989   | 2002   | 2010   | 2014   | 2015   |
| ---- | ------ | ------ | ------ | ------ | ------ | ------ |
| 855  | 11 902 | 18 426 | 15 760 | 14 556 | 13 881 | 13 575 |